# Nicolas de Staël
Nicolas de Staël (eigentlich Baron Nikolaï Vladimirovitch Staël von Holstein, * 5. Januar 1914 in Sankt Petersburg; † 16. März 1955 in Antibes) war ein französischer Maler russisch-baltischer Herkunft. Er war ein Vertreter der informellen Malerei, fand jedoch bald zu einem eigenen, stets unzeitgemäßen Stil.

## Leben
Nicolas de Staël wurde am 5. Januar 1914 in St. Petersburg geboren. Nach dem frühen Tod beider Eltern nach der Russischen Revolution (Vater 1921, Mutter 1922) im Exil in Ostrów Wielkopolski, Polen, wuchsen er und seine beiden Schwestern als Waisen bei wohlhabenden Freunden der Familie in Brüssel auf. Dort besuchte er die Königliche Akademie, wo er schon im Alter von 20 Jahren erste Auszeichnungen erhielt. Das Frühwerk de Staëls, das auf den Zeitraum von 1933 bis 1941 zu datieren ist und noch deutlich unter dem Eindruck von Künstlern wie El Greco, Picasso und Cézanne stand, ist größtenteils dem Zerstörungswillen des Künstlers zum Opfer gefallen und daher nur noch sehr lückenhaft rekonstruierbar.
Nach Reisen in die Niederlande, nach Frankreich, Spanien und einige Male nach Marokko, wo er im Jahr 1937 die junge Malerin Jeannine Guillon kennenlernte, ließ er sich mit ihr und ihrem kleinen Sohn Antek (* 1938) in Paris nieder. In den Jahren 1939/40 leistete de Staël Dienst in der Fremdenlegion in Tunesien. Danach zog er zu Jeannine nach Nizza, wo ihre gemeinsame Tochter Anne im Jahr 1942 geboren wird. In Nizza wurde er von Christine Boumeester und deren Mann Henri Goetz zur abstrakten Malerei angeregt, der er sich fortan für die nächsten Jahre verschrieb. Abstrakte Kunst galt zu dieser Zeit in kunstakademischen Kreisen noch weitgehend als gegenstandslos und sollte erst in den darauffolgenden Jahren den Status eines der bedeutenden, zeitgenössischen Kunstgenres erlangen.
Im September 1943 nach Paris zurückgekehrt, trat er bald in die École de Paris ein. Jeannine verstarb im Februar 1946. De Staël heiratete daraufhin Françoise Chapouton, eine Lehrerin seines Adoptivsohnes Antek. Sie haben drei gemeinsame Kinder: Laurence (* 1947), Jerôme (* 1948) und Gustave, der 1954 geboren wird, als de Staël bereits in Trennung von seiner Familie lebt.
Anfang der 50er Jahre, insbesondere ab 1952, vollzog sich bei de Staël ein allmählicher Wandel von abstrakter hin zu figurativer Kunst, der in einer Synthese beider Stile münden sollte. Damit brach er abermals mit dem künstlerischen Zeitgeist, der sich zwischenzeitlich weitgehend auf abstrakte, non-figurative Kunst ausgerichtet hatte. De Stäel befasste sich in dieser Zeit zunehmend auch mit Druckgraphik und Illustration und kooperierte mit mehreren Dichtern, u. a. mit René Char und Pierre Lecuire, der im Jahr 1953 schließlich in geringer Auflage das gemeinsame Buch Voir Nicolas de Staël herausbrachte, das, nebst einiger weniger verstreuter Zeitungsartikel, als erste umfangreichere textliche Auseinandersetzung mit dem Werk de Staëls gilt und auch heute noch als kunsthistorisch bedeutsames Zeugnis anzusehen ist, nicht zuletzt aufgrund der persönlichen editorischen Beteiligung de Staëls.
Innerhalb seiner letzten drei Lebensjahre war de Staël von einer außerordentlichen Produktivität ergriffen und schuf in dieser Zeit anteilig nahezu Dreiviertel seines gesamten, heute noch erhaltenen Œuvres. Auf großes Interesse stieß sein Werk insbesondere im Amerika und New York der 1950er Jahre in seiner Rolle als junge, aufstrebende Kunstmetropole neben dem eher klassizistisch-konservativ ausgerichteten Paris, zögerlicher dann auch in Frankreich, wo de Staël bis zu seinem Tod allerdings nur einschlägigen Fachkreisen ein Begriff war.
Im Jahr 1954 verließ de Staël seine Familie und zog sich nach einem aufgrund vieler internationaler Ausstellungen und damit verbundener Reisen sehr anstrengendem Jahr nach Antibes zurück, wo er am Meer Ruhe finden wollte. Nach erfolglosen Versuchen, eine tiefe identitäre Schaffenskrise zu überwinden, nahm er sich am 16. März 1955, wie aus Abschiedsbriefen hervorgeht, von künstlerischen Selbstzweifeln und schweren Depressionen geplagt, durch einen Sprung vom Balkon seines Ateliers in Antibes das Leben.

## Malstil
Nicolas de Staël versuchte in vielen seiner Werke Abstraktion mit Gegenständlichkeit zu vereinen, womit er bei vielen anderen Malern (vor allem Vertretern der abstrakten Malerei) auf Ablehnung stieß. De Staëls zunächst eher normalformatige, später manchmal sehr großformatige Bilder (z. B. Le Concert – Das Konzert 350 × 600 cm, 1955, Musée Picasso Antibes) sind durch kräftige und großflächig aufgetragene Farben gekennzeichnet. Ein weiteres Bild aus dieser Zeit ist sein stehender Akt Nu debout (146 × 89 cm, 1953, Sammlung Nathan, Zürich).

## Ehrungen und Ausstellungen (posthum)

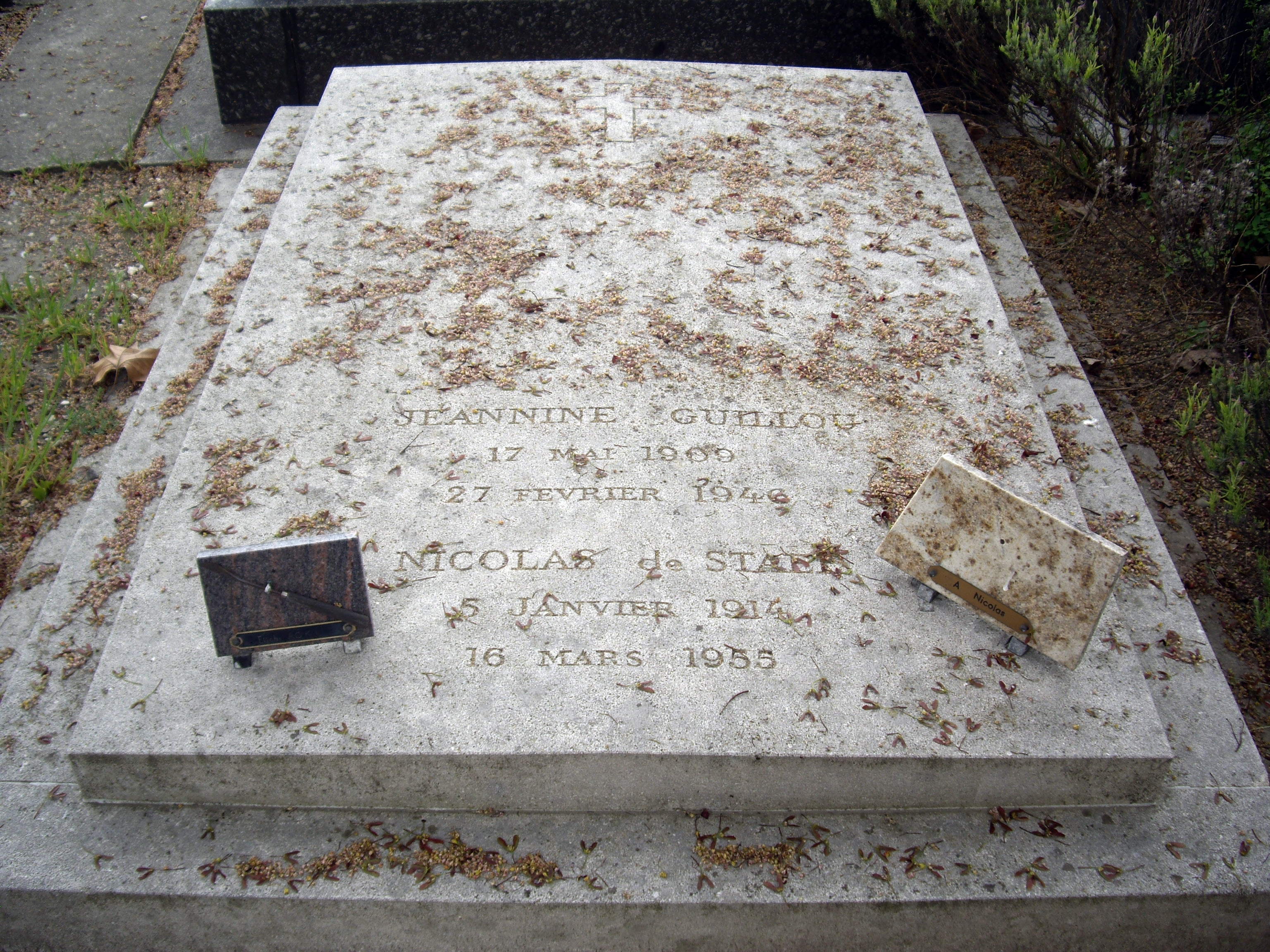
Grab auf dem Friedhof von Montrouge

Heute gilt de Staël als Wegbereiter vieler jüngerer Künstler. Seine Arbeiten sind heute sehr gesucht und erscheinen nur selten, dann aber zu extrem hohen Preisen auf dem internationalen Kunstmarkt. Insgesamt gilt sein Stil als zeitlos. Werke von Nicolas de Staël waren auf der documenta II (1959) und der documenta III (1964) in Kassel zu sehen.
Ausstellungen in jüngerer Zeit
- Schloss Grimaldi, Antibes, 17. Mai – 7. September 2014
- Hôtel de Caumont, Aix-en-Provence, 27. April – 23. September 2018
- Maison du Doyenné, Brioude, Haute-Loire, 26. Juni – 11. Oktober 2020
- Musée d’Art moderne, Paris, 15. September 2023 – 21. Januar 2024

## Dokumentation
- Nicolas de Staël, ein Maler zwischen Himmel und Meer. Regie: François Lévy-Kuentz, ARTE F, Frankreich, 53 Minuten, 2023